# HD 159964
HD 159964，又名CP-72 2086，SAO 257525、HR 6565，是一颗恒星，视星等为6.49，位于銀經321.16，銀緯-20.84，其B1900.0坐标为赤經17h 32m 18s，赤緯-72° -20.84′ 17″。